# Torpedowce typu Hvalrossen
Torpedowce typu Hvalrossen – duńskie torpedowce z początku XX wieku i okresu międzywojennego. W latach 1913–1914 w stoczni Orlogsværftet w Kopenhadze zbudowano trzy okręty tego typu. Jednostki weszły w skład Kongelige Danske Marine w latach 1913–1914. W 1929 roku jednostki przeklasyfikowano na patrolowce. Dwa okręty skreślono z listy floty w 1932 roku, a „Hvalrossen” został samozatopiony w sierpniu 1943 roku.

## Projekt i budowa
Królewska Duńska Marynarka na początku XX wieku zamówiła dwie trójki nowoczesnych torpedowców projektu niemieckiego i brytyjskiego (typów Tumleren i Søridderen), wodowanych w 1911 roku. Kolejny projekt okrętów typu Hvalrossen powstał w kraju. Z przyczyn ekonomicznych stanowiły krok wstecz w stosunku do poprzedników, choć wyróżniało je zastosowanie jednocześnie pojedynczych i podwójnych wyrzutni torpedowych . Między innymi, były one nieco mniejsze, a w zakresie napędu powrócono do słabszych maszyn parowych zamiast turbin, przez co rozwijały o ponad węzeł mniejszą prędkość.
Wszystkie torpedowce typu Hvalrossen zostały zbudowane w stoczni Orlogsværftet w Kopenhadze . Okręty zostały zwodowane w 1913 roku .
| Okręt         | Oznaczenie burtowe           | Stocznia      | Wodowanie            | Wejście do służby |
| ------------- | ---------------------------- | ------------- | -------------------- | ----------------- |
| „Hvalrossen”  | 1920: 13, 1923: E1, 1929: P1 | Orlogsværftet | 31 marca 1913        | 1913              |
| „Delfinen”    | 1920: 12, 1923: E2, 1929: P2 | Orlogsværftet | 5 lipca 1913         | 1914              |
| „Sværdfisken” | 1920: 11, 1923: E3, 1929: P3 | Orlogsværftet | 25 października 1913 | 1914              |

## Dane taktyczno-techniczne
Okręty typu Hvalrossen były torpedowcami o długości całkowitej 45,2 metra, szerokości 5,16 metra i zanurzeniu 2,12 metra . Wyporność standardowa wynosiła 169 ton, a pełna 182 tony . Okręty napędzane były przez dwie maszyny parowe potrójnego rozprężania o łącznej mocy 3500 KM, do których parę dostarczały dwa kotły . Prędkość maksymalna napędzanych dwiema śrubami okrętów wynosiła 26,3 węzła . Okręty zabierały zapas 29 ton węgla, co zapewniało zasięg wynoszący 685 Mm przy prędkości 14 węzłów .
Okręty wyposażone były w cztery wyrzutnie torped kalibru 450 mm: jedną stałą na dziobie i trzy na pokładzie (jedna pojedyncza i jedna podwójna) . Uzbrojenie artyleryjskie stanowiło pojedyncze działo pokładowe kalibru 75 mm M07 L/52 i pojedynczy karabin maszynowy kalibru 8 mm L/80 .
Załoga pojedynczego okrętu składała się z 30 oficerów, podoficerów i marynarzy .

## Służba
Torpedowce typu Hvalrossen weszły do służby w Kongelige Danske Marine w latach 1913–1914 . W 1929 roku wszystkie jednostki przystosowano do pełnienia funkcji patrolowców, prawdopodobnie pozbawiając je uzbrojenia torpedowego . „Delfinen” i „Sværdfisken” zostały wycofane ze służby w 1932 roku. Gdy 29 sierpnia 1943 roku w ramach operacji Safari Niemcy przystąpili do rozbrojenia duńskiej floty, „Hvalrossen” został samozatopiony w Kopenhadze, aby uniknąć przejęcia przez Niemców.